# Quantum Conundrum
Quantum Conundrum – komputerowa gra platformowa wydana przez Square Enix 21 czerwca 2012 roku na platformy Microsoft Windows, PlayStation 3, Xbox 360.
Głównym bohaterem jest 12-letni siostrzeniec profesora Fitza Quadwrangle, który zamienia swój dom w laboratorium. Celem młodego chłopca jest wyjście na zewnątrz.
Gra została pozytywnie odebrana dostając kolejno 77% (z 56 recenzji), 81% (z 12 recenzji) i 79% (z 12 recenzji) na platformy Windows, PlayStation 3, Xbox 360 w serwisie Metacritic.

## Rozgrywka
Quantum Conundrum jest grą platformową widzianą z perspektywy pierwszej osoby. Celem gracza jest rozwiązywanie zagadek, które polegają na używaniu różnych przedmiotów i dźwigni. Dodatkowym elementem rozgrywki są różne wymiary zmieniające grawitację lub masę przedmiotów.